# Entdecke Rhein-Lahn
Entdecke Rhein-Lahn ist eine Dokumentar-Fernsehserie über den Rhein-Lahn-Kreis im nördlichen Rheinland-Pfalz.

## Inhalt
Die Dokumentar-Serie Entdecke Rhein-Lahn stellt in fast 900 Folgen regelmäßig Personen, Orte, Sehenswürdigkeiten des Landkreises und auch die Landschaft der Region zwischen den Flüssen Rhein und Lahn als touristisches Ziel vor. Eine Fernsehproduktion mit solchem Ausmaß ist in Rheinland-Pfalz einmalig.

## Produktion
Entdecke Rhein-Lahn wird seit 2011 wöchentlich auf den deutschen Fernsehsendern WWTV und TV Mittelrhein ausgestrahlt und auf der Videoplattform YouTube veröffentlicht. Die Erstausstrahlung im Fernsehen fand am 30. Juni 2011 statt.

## Episodenliste
| Nr. | Titel                                      |
| --- | ------------------------------------------ |
| 1   | Loreley, St. Goarshausen                   |
| 2   | Draisinenfahrt im Aartal                   |
| 3   | Sandtner-Orgel St. Martin, Bad Ems         |
| 4   | Burg Lahneck, Lahnstein                    |
| 5   | Schloss Balmoral, Bad Ems                  |
| 6   | Schaefer Kalk                              |
| 7   | Neuwagenmühle                              |
| 8   | Freizeitangebote an/auf der Lahn           |
| 9   | Phillipsburg, Braubach                     |
| 10  | Helios-Klinik Diez                         |
| 11  | Gebr. Heymann, Nastätten                   |
| 12  | Marksburg, Braubach                        |
| 13  | Burg Sterrenberg, Kamp-Bornhofen           |
| 14  | Burg Liebenstein, Kamp-Bornhofen           |
| 15  | 1 A Energiequelle, Katzenelnbogen          |
| 16  | Dausenau                                   |
| 17  | Bartholomäusmarkt/Blumenkorso, Bad Ems     |
| 18  | Burg Laurenburg                            |
| 19  | Schloss Oranienstein, Diez                 |
| 20  | Diez                                       |
| 21  | Emser Pastillen / Siemens & Co, Bad Ems    |
| 22  | Neenah, Lahnstein                          |
| 23  | Nordic Walking im Einrich                  |
| 24  | Gehrke GmbH, Kaltenholzhausen              |
| 25  | Wallfahrtskloster Bornhofen                |
| 26  | Kunst- und Literaturpfad Loreley           |
| 27  | Stiftung Scheuern, Nassau                  |
| 28  | Wasserburg Osterspai                       |
| 29  | Kulturhof Blaues Land                      |
| 30  | Kurort Bad Ems - "Kaiserbad"               |
| 31  | Naturerlebnispfad Hahnstätten              |
| 32  | Emser Bergbaumuseum                        |
| 33  | Lahnwanderweg                              |
| 34  | Dorfladen Gemmerich                        |
| 35  | Russische Kirche Bad Ems                   |
| 36  | Bergbaumuseum Friedrichssegen              |
| 37  | Neubau Emser Therme                        |
| 38  | Kreml-Kulturhaus, Burgschwalbach           |
| 39  | Einrichmuseum, Katzenelnbogen              |
| 40  | Kur- und Stadtmuseum, Bad Ems              |
| 41  | Beatles-Museum, Gemmerich                  |
| 42  | Salhof mit Hexenturm, Lahnstein            |
| 43  | Regionalmuseum Leben & Arbeiten, Nastätten |
| 44  | Landgasthof Gemmer, Rettert                |
| 45  | Ayurveda-Klinik, Bad Ems                   |
| 46  | Rundkirche Oberneisen                      |
| 47  | Häckers Kurhotel, Bad Ems                  |
| 48  | NAO-Museum Holzhausen                      |
| 49  | Leifheit, Nassau                           |
| 50  | Lindner & Steffen, Nastätten               |
| 51  | Altes Rathaus, Lahnstein                   |
| 52  | Wirtshaus an der Lahn, Lahnstein           |
| 53  | Marienkapelle, Reckenroth                  |
| 54  | Limes in Rettert                           |
| 55  | Kulturscheune, Marienfels                  |
| 56  | Golfplatz Denzerheide                      |
| 57  | Freimuseum Wilhelm, Bettendorf             |
| 58  | Limeskastell Pohl                          |
| 59  | Stadtmauer Braubach                        |
| 60  | Heuchemer, Bad Ems                         |
| 61  | Kaiser-Wilhelm-Kirche, Bad Ems             |
| 62  | Rheinsteig                                 |
| 63  | Ruppertsklamm, Lahnstein                   |
| 64  | Pfalzgrafenstein, Kaub                     |
| 65  | Kloster Schönau, Strüth                    |
| 66  | Schloss Martinsburg, Lahnstein             |
| 67  | Bismarckturm, Bad Ems                      |
| 68  | Loreley-Truck                              |
| 69  | Berufsbildende Schule, Diez                |
| 70  | Berufsbildende Schule, Lahnstein           |
| 71  | Kaltenholzhausen                           |
| 72  | Zollhaus                                   |
| 73  | Jagdschloss, Geilnau                       |
| 74  | Rabenacksteig                              |
| 75  | Burgmauer Oberneisen                       |
| 76  | Direktvermarkter Rhein-Lahn                |
| 77  | Rathaus Osterspai                          |
| 78  | Kaiserbahn Bad Ems                         |
| 79  | Der römische Limes                         |
| 80  | Haus Schinderhannes                        |
| 81  | Mühlbachtal                                |
| 82  | Emser Kränchen - Tafelwasser               |
| 83  | Dachsenhausen                              |
| 84  | Johanniskirche Lahnstein                   |
| 85  | Radwandern an der Lahn                     |
| 86  | Hasenbachtal                               |
| 87  | Drei Kastelle - Rundweg                    |
| 88  | Osterspai                                  |
| 89  | Dr. Fischer Speziallampenfabrik, Diez      |
| 90  | Heinzelmannshöhlen, Bad Ems                |
| 91  | Fahr zur Aar                               |
| 92  | Herthasee, Holzappel                       |
| 93  | Brunnenburg, Bremberg                      |
| 94  | Kapelle Maria Königin                      |
| 95  | Motocross Kaltenholzhausen                 |
| 96  | Skate Night Bad Ems                        |
| 97  | Wachport Filsen                            |
| 98  | Aartal-Museum                              |
| 99  | KUKUNAT-Festival                           |
| 100 | Balduinstein                               |

| Nr. | Titel                                       |
| --- | ------------------------------------------- |
| 101 | Märchenwald Burgschwalbach                  |
| 102 | Museum im Grafenschloss Diez                |
| 103 | Sauerbrunnen Blaues Ländchen                |
| 104 | Heimatmuseum Holzappel                      |
| 105 | Tischlerei Meyer                            |
| 106 | Mountainbiking Schweizertal                 |
| 107 | Lahnsteiner Brauerei                        |
| 108 | Neuer Generationenpark Diez                 |
| 109 | Stereoskop in Bad Ems                       |
| 110 | Kauber Platte                               |
| 111 | Alter Bahnhof, Flacht                       |
| 112 | Erlenbach, Lautert                          |
| 113 | Mit dem E-Bike unterwegs                    |
| 114 | Heilquellen, Brunnen, Bad Ems               |
| 115 | Kloster Arnstein, Obernhof                  |
| 116 | Heinen & Löwenstein                         |
| 117 | Flößer- und Schiffermuseum                  |
| 118 | Lahn-Lamas                                  |
| 119 | Kleines Militärmuseum Laurenburg            |
| 120 | Jakobsweg                                   |
| 121 | Blüchermuseum, Kaub                         |
| 122 | Loreley-Besucherzentrum                     |
| 123 | Puppenstubenmuseum Zimmerschied             |
| 124 | Bluesfestival in Lahnstein                  |
| 125 | BMW-Motorrasmuseum, Weisel                  |
| 126 | Burg Nassau                                 |
| 127 | Burgschwalbach                              |
| 128 | Kath. Kirche St. Martin, Lahnstein          |
| 129 | Allerheiligenbergkapelle, Lahnstein         |
| 130 | Kloster Arnstein Teil 2                     |
| 131 | Kath. Kirche St. Martin, Wellmich           |
| 132 | Ev. und kath. Kirche, Kaub                  |
| 133 | Projekt Juwel                               |
| 134 | Noll, Fachbach                              |
| 135 | Altes Backhaus, Herold                      |
| 136 | Klosterruine Bärbach, Schönborn             |
| 137 | Baareschesser, Lahnstein                    |
| 138 | Bauernmuseum, Braubach                      |
| 139 | Hexenturm, Lahnstein                        |
| 140 | Städtische Bühne Lahnstein                  |
| 141 | EMW Filtertechnik, Diez                     |
| 142 | Burgruine Ardeck, Holzheim                  |
| 143 | Heimatarchiv Nievern                        |
| 144 | Feuerwehrmuseum Miehlen                     |
| 145 | Hotel "Zum weißen Schwanen"                 |
| 146 | Römerkastell Holzhausen                     |
| 147 | Café Bismarck, Bad Ems                      |
| 148 | Kath. Kirche St. Peter + Paul, Nastätten    |
| 149 | Limburger Lackfabrik, Diez                  |
| 150 | Gerda Dürrbaum                              |
| 151 | Rhein-Lahn Solar                            |
| 152 | Ev. Kirche Frücht                           |
| 153 | Buchhandlung Elisabeth Adam, Bad Ems        |
| 154 | Eine-Welt-Laden Lahnstein                   |
| 155 | Ev. Johanniskirche Nassau                   |
| 156 | Stein´sche Burg, Nassau                     |
| 157 | Singhofener Heimatstube                     |
| 158 | Lahnsteiner Salhof                          |
| 159 | Kath. Kirche Herz Jesu, Diez                |
| 160 | Volxtheater Dörnberg                        |
| 161 | Forum Zukunftsfähiges Haus                  |
| 162 | MEC Limburg-Hadamar                         |
| 163 | Projekt Solarkataster                       |
| 164 | Singende Feuerwehrmänner                    |
| 165 | Ev. Kirche Becheln                          |
| 166 | RiO: Bäckerei Kugel / Fleischerei Wagner    |
| 167 | Sattlerei Detring, Bad Ems                  |
| 168 | Ev. Kirche Singhofen                        |
| 169 | Yachthafen Bad Ems                          |
| 170 | Stefan Hahl, Gitarrenbaumeister             |
| 171 | Kath. Kirche St. Barbara, Lahnstein         |
| 172 | RiO: Bäckerei Bremser / Fleischerei Wick    |
| 173 | Weinhaus Diez                               |
| 174 | Jugendherberge Diez                         |
| 175 | Modelleisenbahnclub Niederlahnstein         |
| 176 | RiO: Metzgerei Bayer / Bäckerei Scholl      |
| 177 | Quellenturm, Bad Ems                        |
| 178 | RiO: Bäckerei Lieber / Fleischerei Großmann |
| 179 | Ev. Jakobuskirche Diez                      |
| 180 | Campingplatz Oranienstein                   |
| 181 | RiO: Bäckerei Walldorf / Metzgerei Wirges   |
| 182 | Blüchertage Kaub Teil 1                     |
| 183 | RiO: Bäckerei Zorn / Metzgerei van Vugt     |
| 184 | Blüchertage Kaub Teil 2                     |
| 185 | Ev. Kirche Eppenrod                         |
| 186 | RiO: Metzgerei Blum / Mühlenbäcker Vetter   |
| 187 | Ev. Kirche St. Peter, Altendiez             |
| 188 | Stadtmauerhäuschen in Lahnstein             |
| 189 | Ev. Stiftskirche, Diez                      |
| 190 | RiO: Bäckerei Hausen / Fleischerei Gemmer   |
| 191 | Alte Lahnbrücke, Limburg                    |
| 192 | RiO: Landmetzgerei Bingel / Bäckerei Elbert |
| 193 | Beatles-Museum, Bad Ems                     |
| 194 | Erdbeerfest Hof Michert                     |
| 195 | Aussichtspunkt Köbeler Hof                  |
| 196 | Segway-Tour in Lahnstein                    |
| 197 | Kunstrausch in Katzenelnbogen               |
| 198 | Rollende Gärten in Nassau                   |
| 199 | Freizeitspaß auf der Lahn                   |
| 200 | Heinrich Schlusnus                          |

| Nr. | Titel                                                              |
| --- | ------------------------------------------------------------------ |
| 201 | Die mobilen Energiesparfüchse                                      |
| 202 | Multicopter (Bernhard Queisser)                                    |
| 203 | Heimatsammlung Hahnstätten                                         |
| 204 | Stadtmuseum im Hexenturm, Lahnstein                                |
| 205 | Ev. Kirche Dienethal                                               |
| 206 | Restaurant "Zur Stadthalle", Nassau                                |
| 207 | Jenny Lind in Bad Ems                                              |
| 208 | Pfalzgrafenstein, Kaub                                             |
| 209 | Sommerrodelbahn Loreley Bob                                        |
| 210 | Ev. Kirche St. Goarshausen                                         |
| 211 | Wirtschaftsempfang Rhein-Lahn                                      |
| 212 | Melzer, Bornich                                                    |
| 213 | bonotos GmbH, Katzenelnbogen                                       |
| 214 | Kath. Kirche St. Johannes, St. Goarshausen                         |
| 215 | Kath. Kirche St. Margaretha, Filsen                                |
| 216 | Kath. Kirche St. Jakobus, Dahlheim                                 |
| 217 | Sauerburg, Sauerthal                                               |
| 218 | Kath. Kirche Kestert                                               |
| 219 | Kath. Kirche St. Martin, Osterspai                                 |
| 220 | Ev. Kirche Oberlahnstein                                           |
| 221 | Max Jacob in Bad Ems                                               |
| 222 | Kath. Kirche Mariä Himmelfahrt, Pohl                               |
| 223 | Kath. Kirche St. Bonifatius, Nassau                                |
| 224 | Zar Alexander II. in Bad Ems                                       |
| 225 | Kasperparade Bad Ems                                               |
| 226 | Kloster Arnstein, Obernhof                                         |
| 227 | CCO-Fastnachtsmuseum Lahnstein                                     |
| 228 | Dostojewski in Bad Ems                                             |
| 229 | Hl. Elisabeth von Schönau, Strüth                                  |
| 230 | Richard Wagner in Bad Ems                                          |
| 231 | Kleines Feuerwehrmuseum Weisel                                     |
| 232 | Ev. Kirche Bornich                                                 |
| 233 | Carl Maria von Weber in Bad Ems                                    |
| 234 | Ev. Kirche Lipporn                                                 |
| 235 | Kaiser Wilhelm I. in Bad Ems                                       |
| 236 | Ev. Kirche Nastätten                                               |
| 237 | Kaiserin Eugénie in Bad Ems                                        |
| 238 | Ev. Johanneskirche, Holzappel                                      |
| 239 | Ev. Kirche Rettert                                                 |
| 240 | Restaurant Burghof, Gutenacker                                     |
| 241 | Kath. Kirche St. Petrus, Katzenelnbogen                            |
| 242 | Kath. Kirche St. Trinitatis, Weinähr                               |
| 243 | Flugdrohnen Air-Video-Team                                         |
| 244 | Bornicher Bilderbogen                                              |
| 245 | Alfred Krupp in Bad Ems                                            |
| 246 | Ev. Kirche Marienfels                                              |
| 247 | RiO: Metzgerei Gemmer                                              |
| 248 | Ev. Kirche Miehlen                                                 |
| 249 | Goethe in Bad Ems                                                  |
| 250 | Ev. Kirche Klingelbach                                             |
| 251 | Friedrich von Bodelschwingh                                        |
| 252 | RiO: Bäckerei Kugel, Lahnstein                                     |
| 253 | Bettina von Arnim in Bad Ems                                       |
| 254 | Jugendherberge Kaub                                                |
| 255 | Kath. Kirche St. Bartholomäus, Balduinstein                        |
| 256 | Nikolai Gogol in Bad Ems                                           |
| 257 | Reittherapie Ute Detemple                                          |
| 258 | Orthopädie/Schuhtechnik Böcking                                    |
| 259 | Jaques Offenbach an der Lahn                                       |
| 260 | Burg Reichenberg                                                   |
| 261 | Haus der besten Schoppen: Einleitung                               |
| 262 | Haus der besten Schoppen: Nassauer Hof, St. Goarshausen            |
| 263 | ZuKon, Diez                                                        |
| 264 | Haus der besten Schoppen: Berghotel auf der Loreley, Bornich       |
| 265 | Brauereihof Schauferts, Schönborn                                  |
| 266 | Initiative 55 plus-minus                                           |
| 267 | Haus der besten Schoppen: Hotel Deutsches Haus, Kaub               |
| 268 | Apfelhof Bärbach, Schönborn                                        |
| 269 | Adolf Reichwein, Bad Ems                                           |
| 270 | Stein´sche Gruft, Frücht                                           |
| 271 | Goethepunkt, Obernhof                                              |
| 272 | 5-Zoll-Gartenbahn, Lahnstein                                       |
| 273 | Haus der besten Schoppen: Loreley-Besucherzentrum, St. Goarshausen |
| 274 | Ebinger-Schnaß, Bad Ems                                            |
| 275 | modusoft GmbH, Lahnstein                                           |
| 276 | Nieverner Hütte, Fachbach                                          |
| 277 | Schaubrauen in Dausenau                                            |
| 278 | Gasthaus Kaiser-Meyer                                              |
| 279 | Thorsten Michel Formenbau                                          |
| 280 | Pfarrkirche Nievern                                                |
| 281 | Lübener Heimatstube, Nassau                                        |
| 282 | Haus der besten Schoppen: Landhotel Becker, Kamp-Bornhofen         |
| 283 | Haus der besten Schoppen: Zum Schiffchen, St. Goarshausen          |
| 284 | Ev. Kirche Kördorf                                                 |
| 285 | Adelsheimer Hof in Nassau                                          |
| 286 | Wanderherberge Hunzel                                              |
| 287 | Volksbank Rhein-Lahn                                               |
| 288 | Haus der besten Schoppen: Hotel-Restaurant Anker, Kamp-Bornhofen   |
| 289 | Freiherr vom und zum Stein, Nassau                                 |
| 290 | Friedhofskapelle Nassau                                            |
| 291 | Wilhelm Lausberg, Nassau                                           |
| 292 | Beriot in Bad Ems                                                  |
| 293 | LAW-NDT, Schiesheim                                                |
| 294 | Eaton Kompetenzzentrum Bäderstraße                                 |
| 295 | Integration Eaton                                                  |
| 296 | Reitanlage Giershausen                                             |
| 297 | Restaurant Concordiaturm, Bad Ems                                  |
| 298 | Altes Bierhaus Arzbach                                             |
| 299 | Herot GmbH, Katzenelnbogen                                         |
| 300 | Ahlgrimm, Steinsberg                                               |

| Nr. | Titel                                                |
| --- | ---------------------------------------------------- |
| 301 | Mühlen im Schweizertal, Miellen                      |
| 302 | Altes Rathaus und Krugbäcker, Arzbach                |
| 303 | Zukunftswerkstatt Einrich, Katzenelnbogen            |
| 304 | Hof Tilia, Hahnstätten                               |
| 305 | Haus der besten Schoppen: Weinhaus zur Pfalz, Kaub   |
| 306 | Dreharbeiten zum Einrich-Krimi                       |
| 307 | pro regionale energie eG, Diez                       |
| 308 | Haus der besten Schoppen: Weingut am Löwenkopf, Kaub |
| 309 | Landhotel "Zum Bären", Balduinstein                  |
| 310 | Blumenkorso in Bad Ems                               |
| 311 | Clariant Masterbatches, Lahnstein                    |
| 312 | Kunst- & Literaturpfad Loreley                       |
| 313 | Polyfibre, Pohl                                      |
| 314 | Shetlandponys, Attenhausen                           |
| 315 | Pulverturm, Lahnstein                                |
| 316 | Nassauische Sparkasse                                |
| 317 | KUKUNAT, Netzbach                                    |
| 318 | C.S:S: Draht Schmidt, Lahnstein                      |
| 319 | Graf Peter Melander, Holzappel                       |
| 320 | Bierseminar, Lahnstein                               |
| 321 | Burg Nassau, Teil 1 (Schauspielführung)              |
| 322 | Bernies Blues Bar, St. Goarshausen                   |
| 323 | allpir GmbH, Oberneisen                              |
| 324 | Filsener Ley (Bopparder Kreuz)                       |
| 325 | Oraniensteiner Konzerte                              |
| 326 | HIA GmbH, Miehlen                                    |
| 327 | Nassauische Kleinbahn                                |
| 328 | Gasthaus zur alten Brauerei, Nievern                 |
| 329 | Lauer Bedachung, Lahnstein                           |
| 330 | Victor Hugo im Rhein-Lahn-Kreis                      |
| 331 | Pater Damian, Kloster Arnstein                       |
| 332 | Schweitzer-Heizungsbau, Katzenelnbogen               |
| 333 | Schaefer Krusemark, Diez                             |
| 334 | Jutta Reiss, Künstlerin aus Dörnberg                 |
| 335 | Weihnachtsmarkt Burgschwalbach                       |
| 336 | Helios-AOK-Klinik, Bad Ems                           |
| 337 | Krippenausstellung Lahnstein                         |
| 338 | Finzler, Schrock und Kimmel GmbH, Bad Ems            |
| 339 | Dausenauer Eiche                                     |
| 340 | Accuride International, Diez                         |
| 341 | Nassauer Adventsmarkt                                |
| 342 | Mittelalterlicher Adventsmarkt Kloster Arnstein      |
| 343 | Weihnachtsmarkt in Bad Ems                           |
| 344 | Hermann-Josef Pott, Krippenbauer Lahnstein           |
| 345 | Gasthof Dörsbachhöhe, Herold                         |
| 346 | Baubiologie Meyland Bruhn, Lahnstein                 |
| 347 | Kunststoff-Galvanik Fischer, Katzenelnbogen          |
| 348 | Bürgerinitiative Altstadt St. Goarshausen            |
| 349 | Kapelle Oelsberg                                     |
| 350 | Alte Eiche, Endlichhofen                             |
| 351 | Hofgut Bissingen, Braubach                           |
| 352 | PEE-WEE, Diez                                        |
| 353 | Plasma Medical Systems, Bad Ems                      |
| 354 | Philippine, Lahnstein                                |
| 355 | Ponyhof Ludwig, Schweighausen                        |
| 356 | Vogtei-Rundwanderweg                                 |
| 357 | Puppenmuseum Diez                                    |
| 358 | Pfarrkirche St. Nikolaus, Kamp-Bornhofen             |
| 359 | Modellbahntage MEC, Lahnstein                        |
| 360 | HEYER Medical AG, Bad Ems                            |
| 361 | Korbflechterei Schneider, Flacht                     |
| 362 | Gewerbegebiet Katzenelnbogen                         |
| 363 | Obernhofer Vollmondnacht                             |
| 364 | Emser Therme, Bad Ems                                |
| 365 | Gewerbeflächen VG Nassau                             |
| 366 | Steuerberaterverband Rhein-Lahn-Westerwald           |
| 367 | Birkenhof, Dörnberg                                  |
| 368 | Gaby Sommer, Photographie, Lierschied                |
| 369 | Hauserbachsee Miehlen                                |
| 370 | Gewerbeflächen Miehlen                               |
| 371 | Kirche Habenscheid, Wasenbach                        |
| 372 | Hundepension Ptock, Oelsberg                         |
| 373 | EGA Katzenelnbogen                                   |
| 374 | Gesundheitstage Bad Ems                              |
| 375 | Kirschblüte Filsen                                   |
| 376 | Eiscafé "Dolce Vita", Hahnstätten                    |
| 377 | 35 Jahre Kreismusikschule Rhein-Lahn I               |
| 378 | Janas Porzellanatelier, Lierschied                   |
| 379 | Projekt "Rheinquartier", Oberlahnstein               |
| 380 | Supa Golf, Nassau                                    |
| 381 | 35 Jahre Kreismusikschule Rhein-Lahn II              |
| 382 | Campingplatz Wolfsmühle, Lahnstein                   |
| 383 | WA Pfalz Wirtschaftsakademie, Diez                   |
| 384 | Hof Meisenheck, Bogel                                |
| 385 | Park-Hotel, Bad Ems                                  |
| 386 | Fohlenaufzucht Meffert, Steinsberg                   |
| 387 | Oranien-Campus, Altendiez                            |
| 388 | Kletterwald in Diez                                  |
| 389 | Kulturweg Kaub                                       |
| 390 | Optiker Hollweg, Nastätten                           |
| 391 | Soula-Land, Diez                                     |
| 392 | Limes-Cicerones                                      |
| 393 | Hotel Restaurant "Landgasthaus Blücher", Dörscheid   |
| 394 | Pfeifers Landeier, Schweighausen                     |
| 395 | Hotel-Garni Schlaadt, Kestert                        |
| 396 | 1225 Jahre Gemeinde Burgschwalbach                   |
| 397 | 1225 Jahre Gemeinde Lohrheim                         |
| 398 | Hof Forstmühle, Braubach                             |
| 399 | Landschaftspark Wirt, Diez                           |
| 400 | Hotel-Restaurant Adria, Bad Ems                      |

| Nr. | Titel                                          |
| --- | ---------------------------------------------- |
| 401 | 1100 Jahre Gemeinde Marienfels                 |
| 402 | Hochzeitsallegorie von 1767, Diez              |
| 403 | 1225 Jahre Gemeinde Kaltenholzhausen           |
| 404 | Museum im Grafenschloss Diez                   |
| 405 | 1225 Jahre Gemeinde Niederneisen               |
| 406 | Wohnmobilhafen "Am Kränchen", Lahnstein        |
| 407 | Kath. Kirche St. Martin, Bad Ems               |
| 408 | Nassauer Spektakulum                           |
| 409 | Ev. Kirche Gemmerich                           |
| 410 | Kinder- und Jugendcamp Kaub                    |
| 411 | 1225 Jahre Gemeinde Oberneisen                 |
| 412 | Restaurant "Stadt Mainz", Kaub                 |
| 413 | 1225 Jahre Einrich                             |
| 414 | Walnusswiese Ehrenthaler Hahn bei Prath        |
| 415 | Der Eis- und Rollsportclub Diez                |
| 416 | 1225 Jahr-Feier Hahnstätten                    |
| 417 | Parkoursport im SV Lohrheim                    |
| 418 | Eissporthalle Diez                             |
| 419 | Limes Live in Pohl 2015                        |
| 420 | Hotel "Goldener Stern", Kestert                |
| 421 | Modellwelten Willibald Bühler, Balduinstein    |
| 422 | GaLa Bau Hocke, Herold                         |
| 423 | Emser Bikepark, Bad Ems                        |
| 424 | Restaurant im Badhaus, Bad Ems                 |
| 425 | Pfarrhaus in Holzappel                         |
| 426 | Restaurant "Alt Ems", Bad Ems                  |
| 427 | Erlebnistag im Aartal                          |
| 428 | REWE Markt in Nassau (Direktvermarkter)        |
| 429 | SPS Motorsport, Altendiez                      |
| 430 | Physio Hemm, Bad Ems                           |
| 431 | Hausbootverleih Thomas Laux, Obernhof          |
| 432 | Oraniensteiner Konzerte, Diez                  |
| 433 | Die lange Kabarettnacht, Bad Ems               |
| 434 | Inklusion im REWE Markt Nassau                 |
| 435 | Naturheilpraxis Michaela Becker, Bad Ems       |
| 436 | Pferdecoaching Jutta Mengel                    |
| 437 | Hotel Weiland, Lahnstein                       |
| 438 | Tanzschule "Am Markt", Nastätten               |
| 439 | Kurwaldbahn Bad Ems                            |
| 440 | Hotel-Restaurant Bock, Lahnstein               |
| 441 | Eckfritz, Braubach                             |
| 442 | Malbergklinik Bad Ems                          |
| 443 | Wurzelkrippe in Balduinstein                   |
| 444 | Autohaus Petry, Schönborn                      |
| 445 | Hotel-Garni Maaß, Braubach                     |
| 446 | Oberau-Glas Vinzenz Dupp, Lahnstein            |
| 447 | Metallbau Schöffler, Herold                    |
| 448 | Hufeland-Klinik Bad Ems                        |
| 449 | Hippolini-Reittherapie, Herold                 |
| 450 | Gebr. Martin GmbH, Schönborn                   |
| 451 | Andrea Jacobi Modedesignerin, Bad Ems          |
| 452 | Aktiv-Hotel "Alter Kaiser", Bad Ems            |
| 453 | Waldhaus Pinger, Lahnstein                     |
| 454 | Karnevalsumzug in Oberlahnstein                |
| 455 | Karnevalsumzug in Niederlahnstein              |
| 456 | Schreinerei Schwieck, Braubach                 |
| 457 | Gästeführungen Ute Grassmann, Dörscheid        |
| 458 | Kabarett Casa Blanca, Badhaus, Bad Ems         |
| 459 | Tanzstudio Weiland, Lahnstein                  |
| 460 | Victoria Heil- und Mineralbrunnen, Lahnstein   |
| 461 | Der Freistaat Flaschenhals, Kaub               |
| 462 | Direktvermarkter: Herolder Fruchtgenuss        |
| 463 | Kreativ Kaufhaus, Katzenelnbogen               |
| 464 | THW Lahnstein                                  |
| 465 | Birkenhof, Endlichhofen                        |
| 466 | Mac Metzler Ofenbau, Katzenelnbogen            |
| 467 | Eismanufaktur "Gefrorenes Glück", Diez         |
| 468 | Campingplatz "Auf der Au", Nassau              |
| 469 | Fotofachgeschäft Pott, Lahnstein               |
| 470 | Automobilschau in Nastätten                    |
| 471 | Römischer Holzofen, Limeskastell Pohl          |
| 472 | Restaurant "Zum Dorfkrug", Allendorf           |
| 473 | Hotel Wyndham Garden, Lahnstein                |
| 474 | Schneider Fenstertechnik, Lahnstein            |
| 475 | Häcker´s Grand Hotel, Bad Ems                  |
| 476 | Reiterhof Kesselmühle, Ergeshausen             |
| 477 | Girls & Boys Day auf Schloss Balmoral, Bad Ems |
| 478 | Bergbaumuseum, Bad Ems                         |
| 479 | HESOTECH GmbH, Diez                            |
| 480 | Service Point "Fahr Rad", Bad Ems              |
| 481 | RABB Computer, Katzenelnbogen                  |
| 482 | Pizzeria "Al Trullo", Lahnstein                |
| 483 | "Burg & Bike", Lahnstein                       |
| 484 | Oldtimer-Treffen, Schweighausen                |
| 485 | Das Loreley-Weinstübchen, St. Goarshausen      |
| 486 | Maximilians Brauwiesen, Lahnstein              |
| 487 | Die Fotografin Sherie Haunzwickl, Laurenburg   |
| 488 | Firma Metav, Miehlen                           |
| 489 | Online-Marktplatz "aar-einrich.de"             |
| 490 | "Die Futterkiste", Nastätten                   |
| 491 | Sportcoach Julien-Ashton Kreutzer              |
| 492 | Das Erdbeerfest in Herold                      |
| 493 | Das Weinbergfest in Obernhof                   |
| 494 | Der Campingplatz Obernhof                      |
| 495 | Führungen in der Marksburg, Braubach           |
| 496 | Barbecue-Donut auf der Lahn, Nassau            |
| 497 | Stand-up-Paddeln in Nassau                     |
| 498 | Campingplatz Schloss Langenau                  |
| 499 | Modell-Club-Lahntal e.V., Bad Ems              |
| 500 | Landhotel "Weinhaus Treis", Weinähr            |

| Nr. | Titel                                                               |
| --- | ------------------------------------------------------------------- |
| 501 | Der Weinlehrpfad Loreley                                            |
| 502 | Tischlerei Roger Nengel, Lahnstein                                  |
| 503 | Diane Gerheim-Wagner: Gaumenfreuden                                 |
| 504 | Rhein-Lahn-Krimi "Jammertal"                                        |
| 505 | Die Douglasie von Rettert                                           |
| 506 | Die Einricher Kunstfreunde                                          |
| 507 | ADAC Mittelrhein Classic                                            |
| 508 | Hotel Zur Suhle, Eschbach                                           |
| 509 | Hotel Weißes Ross, Lahnstein                                        |
| 510 | Zucht-, Reit- und Fahrverein Diez e.V.                              |
| 511 | Campingplatz Zum Mühlbachtal, Nastätten                             |
| 512 | Die Bildhauerin Anke Stein in Diez                                  |
| 513 | Festival "Gegen den Strom" in Bad Ems                               |
| 514 | "Living History" auf der Marksburg                                  |
| 515 | 750 Jahre Obernhof: Weinwanderung                                   |
| 516 | Kanu fahren bei "GM Sports" in Fachbach                             |
| 517 | Erlebnisschule "Wald und Wild"                                      |
| 518 | Großeselgestüt "Odins Mühle", Bornich                               |
| 519 | Die "Schmankerl" von Sauerthal                                      |
| 520 | Markant-Kfz-Service in Bad Ems                                      |
| 521 | Stadtjubiläum 1325 Jahre Braubach                                   |
| 522 | Das Weingut Didinger in Osterspai                                   |
| 523 | Küchen-Studio Kochems in Lahnstein                                  |
| 524 | "Lokal und lecker" - Direktvermarktermesse                          |
| 525 | Weinbaubetrieb Dirk und Torsten Willems                             |
| 526 | Die Martin-Luther-Eiche in Dornholzhausen                           |
| 527 | Geflügelhof Ludwig in Nastätten                                     |
| 528 | Amalien-Sarkophag in der Stiftskirche Diez                          |
| 529 | Oldtimer-Ausstellung in Holzhausen                                  |
| 530 | Der Dorfladen in Filsen                                             |
| 531 | Geflügelschau in Hahnstätten                                        |
| 532 | Historische Stadtführung in Lahnstein                               |
| 533 | Unser Kreis - unser Wein                                            |
| 534 | Winzergenossenschaft "Loreley" Bornich                              |
| 535 | Weihnachtsmarkt in Lahnstein                                        |
| 536 | Küchenfachgeschäft Wolf, Nastätten                                  |
| 537 | Die Weihnachtsstraße in Nastätten                                   |
| 538 | Der Adventsmarkt in Dausenau                                        |
| 539 | Adventsmarkt und Weinmesse in Bornich                               |
| 540 | Illumination am historischen Brauereiturm Lahnstein                 |
| 541 | Die ERC-Eisrevue in Diez                                            |
| 542 | St. Martin in der Kirche Lahnstein                                  |
| 543 | Heinz Bauer, Modellbau in Braubach                                  |
| 544 | Beate Thiesmeyer, Skulpturen, Garten, Malerei, Kaub                 |
| 545 | Farrad-Shop "Laufrad" in Lahnstein                                  |
| 546 | Emanuel Geibel in Bad Ems                                           |
| 547 | Paul Heyse in Bad Ems                                               |
| 548 | Honig von Imkerin Friederike Sandt                                  |
| 549 | Eichhörnchen "Stromer" führt mit Spaß zum Thema Wald                |
| 550 | Restaurant "Alte Mühle", Holzheim                                   |
| 551 | Marketingprojekt der Wirtschaftsakademie Pfalz in Diez              |
| 552 | Pferdezuchtbetrieb Christoph Schmitz                                |
| 553 | Der Verein PRO Lahn                                                 |
| 554 | Rosenmontagsumzug in Nastätten                                      |
| 555 | Therapiehunde                                                       |
| 556 | Forstamt Nastätten                                                  |
| 557 | Mobile Gärten im Nassauer Land                                      |
| 558 | Aaron Tierbestattung                                                |
| 559 | Stresscoach Sabine Specht, Winden                                   |
| 560 | Die Misselblume in Misselberg                                       |
| 561 | Giacomo Meyerbeer in Bad Ems                                        |
| 562 | "Lahnbricks" - Die Lego-Stadt von Thomas Kraemer                    |
| 563 | Die Münch-Werft in Lahnstein                                        |
| 564 | Die Osterkrone in Lohrheim                                          |
| 565 | Ludwig Börne in Bad Ems                                             |
| 566 | Nähmaschinen-Werkstatt in Diez                                      |
| 567 | Das Forstamt Lahnstein                                              |
| 568 | Eugènie Delacroix in Bad Ems                                        |
| 569 | Minigolf Herthasee                                                  |
| 570 | Tag der Vereine in Bad Ems                                          |
| 571 | Spaßfabrik Lahnstein                                                |
| 572 | Das Hausboot als Urlaubsdomizil                                     |
| 573 | Pilgerweg "Die 7 Schmerzen Marias" in Filsen                        |
| 574 | Festival "Lahneck Live" in Lahnstein                                |
| 575 | Minigolf Lahnstein am Rheinufer                                     |
| 576 | Filsener Kirschenpfad                                               |
| 577 | Route der Welterbe-Gärten: Der Skulpturengarten in Kaub             |
| 578 | Route der Welterbe-Gärten: Der Rosengarten in Braubach              |
| 579 | Dachdeckermeister Markus Kemp, Osterspai                            |
| 580 | Route der Welterbe-Gärten: Kräutergarten auf der Marksburg          |
| 581 | Route der Welterbe-Gärten: Stadtgarten Degen in Lahnstein           |
| 582 | Das Brückenfest in Bad Ems                                          |
| 583 | Kräutergarten am Nonnenpfad in Fachingen                            |
| 584 | Route der Welterbe-Gärten: Naturgarten Knecht in Weisel             |
| 585 | Route der Welterbe-Gärten: Renaissancegarten Philippsburg, Braubach |
| 586 | Ferienwohnungen "Palatium Bad Ems"                                  |
| 587 | 875-Jahr-Feier in Seelbach                                          |
| 588 | Villa Oranien in Diez                                               |
| 589 | Minigolf im Freizeitpark Nassau                                     |
| 590 | "Rhein in Flammen" in Braubach                                      |
| 591 | "Rhein in Flammen" in Lahnstein                                     |
| 592 | Drachenbootrennen in Nassau                                         |
| 593 | Route der Welterbe-Gärten: Der Bruker-Garten in Lahnstein           |
| 594 | Segelflugplatz Nastätten                                            |
| 595 | Rhein-Lahn-Nixe und Repräsentantinnentreff                          |
| 596 | 1200 Jahre Lollschied - Lebendige Dorfgemeinschaft                  |
| 597 | Kettensägekünstler Ralf Schlarp                                     |
| 598 | Eine-Welt-Laden Bad Ems                                             |
| 599 | Eine-Welt-Laden Katzenelnbogen                                      |
| 600 | "Rhein in Flammen" in St. Goarshausen                               |

| Nr. | Titel                                                                        |
| --- | ---------------------------------------------------------------------------- |
| 601 | Stock-Car-Rennen in Allendorf                                                |
| 602 | Eine-Welt-Laden Lahnstein                                                    |
| 603 | Eine-Welt-Laden Nastätten                                                    |
| 604 | Mountainbiken in Dornholzhausen                                              |
| 605 | Eine-Welt-Laden Nassau                                                       |
| 606 | Dörscheider Heide                                                            |
| 607 | Gewandmeister Thomas Dohm                                                    |
| 608 | Weihnachtsmarkt Holzappel                                                    |
| 609 | 650 Jahre Kath. Kirche Arzbach                                               |
| 610 | Die Wacholderheide Welterod                                                  |
| 611 | Clara Schumann in Bad Ems                                                    |
| 612 | 800 Jahre Ev. Kirche Hahnstätten                                             |
| 613 | Johann Casper Lavater in Bad Ems                                             |
| 614 | Dahlheimer Adventsbasar                                                      |
| 615 | Weihnachtsmarkt in Katzenelnbogen                                            |
| 616 | Adventsmarkt Niederneisen                                                    |
| 617 | Hochschule Fresenius                                                         |
| 618 | Müllermeister Nathanael Doll                                                 |
| 619 | Hochschule Fresenius: Fachbereich Chemie und Biologie                        |
| 620 | Hochschule Fresenius: Fachbereich Gesundheit und Soziales                    |
| 621 | Heidebiotop bei Becheln                                                      |
| 622 | Hochschule Fresenius: Fachbereich Wirtschaft und Medien                      |
| 623 | Musik im Bad Ems des 19. Jahrhunderts                                        |
| 624 | Eine-Welt-Café Strüth                                                        |
| 625 | Objektkünstler Michael Sälzer                                                |
| 626 | Die Lutherwurst aus Diez                                                     |
| 627 | Der Nachtumzug von Braubach                                                  |
| 628 | Die Zahnklinik "Aurelia" in Kaub                                             |
| 629 | Die "Grafen-Challenge" in Diez                                               |
| 630 | Theaterschule im Kalkwerk Diez                                               |
| 631 | Die Rallye Zorn in Nastätten                                                 |
| 632 | Der Aar-Abfahrtslauf der Paddlergilde Diez                                   |
| 633 | Der Flugkolbenmotor im Otto-Museum Holzhausen                                |
| 634 | Das Rhein-Lahn-Netzwerk "Betriebliches Gesundheitsmanagement"                |
| 635 | Der Eventmanager Thomas Dohm                                                 |
| 636 | Die Knauth-Eiche in Misselberg                                               |
| 637 | Der Bettenprofi Peter Zahlten                                                |
| 638 | Osterschmuck in Holzheim/Aar                                                 |
| 639 | Biohof Singhof in Nastätten                                                  |
| 640 | Die Ritterspiele auf der Loreley                                             |
| 641 | Die Mineralienbörse in Bad Ems                                               |
| 642 | Der Sonnenhof in Oberneisen                                                  |
| 643 | Zahnarztpraxis Schönfeld in Nassau                                           |
| 644 | Das "Pilgerstübchen" in Lahnstein                                            |
| 645 | Der Dorfladen in Osterspai                                                   |
| 646 | Unser Hafen - Friedhof für Mensch und Tier                                   |
| 647 | Betriebliches Gesundheitsmanagement bei der Ridder GmbH, Singhofen           |
| 648 | Das Hotel am Goetheberg in Obernhof                                          |
| 649 | "Optonia" in Diez                                                            |
| 650 | Hirschberg Gin                                                               |
| 651 | Marksburg mit neuer Attraktion                                               |
| 652 | Die Catzenelnbogener Ritterspiele                                            |
| 653 | Praxis für Physiotherapie Monika Voßen in Fachbach                           |
| 654 | 1125 Jahre Bogel                                                             |
| 655 | Betriebliches Gesundheitsmanagement bei der Kapp-Chemie, Miehlen             |
| 656 | Ponyhof Weidengrund in Eschbach                                              |
| 657 | Blüchermuseum Kaub neu gestaltet                                             |
| 658 | Der Campingplatz Holzhausen                                                  |
| 659 | Hotel-Restaurant Berghof in Berghausen                                       |
| 660 | Der "Weg der Bäume" in Nastätten                                             |
| 661 | Der Reiterhof Aftholderbach                                                  |
| 662 | DRK-Rettungshundestaffel Hahnstätten                                         |
| 663 | Energiegenossenschaft Oberes Mühlbachtal                                     |
| 664 | Traktor-Treff in Kaltenholzhausen                                            |
| 665 | Naturkosmetik aus der Grünen Mühle                                           |
| 666 | Das "Café Nr. 9" in Obernhof                                                 |
| 667 | Das Sping- und Dressurturnier in Singhofen                                   |
| 668 | Die Straußenfarm in Weyer                                                    |
| 669 | Ortsjubiläum: 925 Jahre Laurenburg                                           |
| 670 | Sonderausstellung Weißblechspielzeug in Nastätten                            |
| 671 | Betriebliches Gesundheitsmanagement bei der Finzler, Schrock und Kimmel GmbH |
| 672 | Die Hundeschule Andrea Büchner                                               |
| 673 | Der Herzweg des Friedens in Berghausen                                       |
| 674 | Die Burgruine von Oberneisen                                                 |
| 675 | Herbstmarkt in Diethardt                                                     |
| 676 | Filmproduzent Etienne Heimann                                                |
| 677 | Aar-Keramik Hahnstätten                                                      |
| 678 | Pferdepension Eschenhof bei Seelbach                                         |
| 679 | Bogeler Markt für Ein- und Handgemachtes                                     |
| 680 | "Dein Tag" im Aartal                                                         |
| 681 | Der Spielplatz auf der Loreley                                               |
| 682 | Das Marmorwerk Flacht                                                        |
| 683 | Halloween-Spektakel in Mudershausen                                          |
| 684 | Der Planetenlehrpfad von Bettendorf                                          |
| 685 | Aar-Einrich-Recycling Katzenelnbogen                                         |
| 686 | Das Unternehmen "Gosoluble" in Diez                                          |
| 687 | Zwei Höfe im Lichterglanz, Herold                                            |
| 688 | Café Rath´s in Diez                                                          |
| 689 | Gesundheitsclub "ImPuls", Nassau                                             |
| 690 | Adventsmärkte in Diez                                                        |
| 691 | Weihnachtsmarkt Dahlheim                                                     |
| 692 | Weihnachtsmarkt in Filsen                                                    |
| 693 | Adventsgarten in Oelsberg                                                    |
| 694 | Weihnachtsmarkt in Dörsdorf                                                  |
| 695 | Die Römer im Museum Bad Ems                                                  |
| 696 | "Slow Food" im Loreley-Hotel Fetz                                            |
| 697 | Die handgemalten Tapeten im Blüchermuseum Kaub                               |
| 698 | "Buch & Wein" in Diez                                                        |
| 699 | 15 Jahre Lichterkonzert Bad Ems                                              |
| 700 | Steak- und Weinhaus "Black Cow" in Diez                                      |

| Nr. | Titel                                                                |
| --- | -------------------------------------------------------------------- |
| 701 | Hotel-Restaurant "Taunus-Blick" in Hömberg                           |
| 702 | Ferdinand Lassalle in Bad Ems                                        |
| 703 | Das Mehrgenerationenhaus "Haus der Familie" in Katzenelnbogen        |
| 704 | Ferieninsel auf der Schleuseninsel in Lahnstein                      |
| 705 | Ernährungsberater Matthias Koitka                                    |
| 706 | r2m - Das Büro für Veranstaltungen                                   |
| 707 | Obstbaumschnittseminar in Filsen                                     |
| 708 | Ladengeschäft "Tante Marion" in Kaub                                 |
| 709 | Zucht-, Reit- und Fahrverein Langenscheid                            |
| 710 | Berufsbildende Schule Lahnstein                                      |
| 711 | Töpferwerkstatt "Steinreich" von Sandy Strahl in Attenhausen         |
| 712 | Kultur im Winzerkeller                                               |
| 713 | Seminar zum Trockenmauerbau in Filsen                                |
| 714 | Besamungsstation "Freeze & Breed"                                    |
| 715 | Das "Zahnmobil" von Dr. Blum & Partner                               |
| 716 | Das Holzrelief Mittelrheintal für die Burg Pfalzgrafenstein bei Kaub |
| 717 | Kulturscheune Lahnstein                                              |
| 718 | Neueröffnung des Loreley Plateaus                                    |
| 719 | Die Kapelle St. Sebastian in Ehrenthal                               |
| 720 | Schwarz Fensterbau GmbH, Holzappel                                   |
| 721 | Der Campingplatz Dausenau                                            |
| 722 | Der Skulpturenpark Dörnberg                                          |
| 723 | 50 Jahre vereintes Lahnstein                                         |
| 724 | Flurbereinigung in Obernhof                                          |
| 725 | Erlebnisführungen in der Burg Nassau                                 |
| 726 | Museum Bad Ems: Lifestyle im 19, Jahrhundert                         |
| 727 | Camping- und Beachclub Fachbach                                      |
| 728 | Welterbe-Freibad Kamp-Bornhofen                                      |
| 729 | Kampfsportschule Lukas in Diez                                       |
| 730 | Ortsjubiläum 700 Jahre Balduinstein                                  |
| 731 | Kulturhaus Kreml in Zollhaus                                         |
| 732 | Zucht-, Reit- und Fahrverein "Einrich"                               |
| 733 | Alahana - Stand-Up-Paddling in Fachbach                              |
| 734 | Bahama-Night Nassau                                                  |
| 735 | Der Künstler Hermann Wilhelm Schäfer                                 |
| 736 | Das Jahr des Weines im Wallfahrts-Kloster Bornhofen                  |
| 737 | Elektroboot fahren in Bad Ems                                        |
| 738 | "Slow Food" im Bucher Hof                                            |
| 739 | Hotel "Bellavista" in Braubach                                       |
| 740 | Genossenschaft "pro-regionale-energie"                               |
| 741 | Die Brückenwanderung in Marienfels                                   |
| 742 | Café Bemmerer in Diez                                                |
| 743 | Ferienwohnungen in der Martinsburg Lahnstein                         |
| 744 | Der Wasserskiclub Laurenburg                                         |
| 745 | Kanarischer Garten in Marienfels                                     |
| 746 | Festzug beim Heimatfest Singhofen                                    |
| 747 | Natural Elements in Cramberg                                         |
| 748 | Limesbrot und Limesmettwurst                                         |
| 749 | Auf in die Weingass nach St. Goarshausen                             |
| 750 | Wirtschaftsempfang Rhein-Lahn                                        |
| 751 | Bobby-Car-Rennen in Lohrheim                                         |
| 752 | 200 Jahre Rundkirche Oberneisen                                      |
| 753 | Der Bilderzyklus der evangelischen Kirche Marienfels                 |
| 754 | Der "Wäller Schnippel" - Wandern rund um Arzbach                     |
| 755 | Rugby in Bad Ems                                                     |
| 756 | Café Lieblingsstück in Nassau                                        |
| 757 | Lego-Projekt der Caritas in Lahnstein                                |
| 758 | 35 Jahre Glaserei Klein in Diez                                      |
| 759 | Die Wirtschaftsakademie Pfalz                                        |
| 760 | Lahntaler Kaffeerösterei in Diez                                     |
| 761 | Insight Yoga Hahnstätten                                             |
| 762 | Filmprojekt "Rhein-Lahn von oben"                                    |
| 763 | Judo-Club Bad Ems 1971                                               |
| 764 | Orthopädie Schuhtechnik Nassau                                       |
| 765 | Mit Bürgersinn gegen das Virus                                       |
| 766 | Online-Kampfsporttraining aus St. Goarshausen                        |
| 767 | Pflanzenbörse "Online" in Buch                                       |
| 768 | Gitarrenunterricht "online" in Lahnstein                             |
| 769 | Johannes Brahms auf Rheintalwanderung                                |
| 770 | Der Frühstücksbringer aus Ebertshausen                               |
| 771 | IOnline-Training beim ERC Diez                                       |
| 772 | Der Dokumentarfilmer Robert Krieg                                    |
| 773 | Theater Lahnstein trotzt Corona                                      |
| 774 | Diez: Corona-Test im Parkhaus                                        |
| 775 | Modische Masken und Mode nach Maß                                    |
| 776 | Der Künstler Udo Havekost                                            |
| 777 | Eselwanderung beim Großeselgestüt Loreley                            |
| 778 | Alea Horst - Fotografin für die Menschlichkeit                       |
| 779 | Mit Lulo Reinhardt in Marokko                                        |
| 780 | Singhofen: Wasserfall ist neues Wanderziel                           |
| 781 | Der Willkommenskreis in Diez                                         |
| 782 | Die "Church Of Fear" im Rhein-Lahn-Kreis                             |
| 783 | Oldtimer-Open-Air-Kino in Nastätten                                  |
| 784 | Rheinkiesel-Kunst von Detlef Kleinen                                 |
| 785 | Das Jahr des Apfels im Wallfahrtskloster Kamp-Bornhofen              |
| 786 | Fahrerschutz kommt aus Nastätten                                     |
| 787 | "Gartenwerk" in Nastätten                                            |
| 788 | Von der Baumschule zum Gartenidyll                                   |
| 789 | Die "Loreley-Extratour"                                              |
| 790 | Restaurant "Vonundzu" in Bad Ems                                     |
| 791 | "Schwedische Favelas" in der Neuwagenmühle                           |
| 792 | Silo-Laster unterwegs für Bad Ems - Nassau                           |
| 793 | Loreley-Kellerei Leonhard in St. Goarshausen                         |
| 794 | Der Lahnwanderweg Etappe 1 + 2: Diez/Balduinstein/Obernhof           |
| 795 | Tröpfchenschutz von HIA in Miehlen                                   |
| 796 | Der Lahnwanderweg Etappe 3 + 4: Obernhof/Bad Ems/Lahnstein           |
| 797 | Lahnstein: Mund-Nasen-Schutz für Zahnarztpraxis aus dem 3D-Drucker   |
| 798 | Restaurant und Campingplatz "Das neue Mühlchen" in Diez              |
| 799 | Konzert im Autokino Nastätten                                        |
| 800 | Neue Glocken für die Evangelische Kirche in Miehlen                  |